# Urozana metaphaenica
Urozana metaphaenica là một loài bướm đêm thuộc phân họ Arctiinae, họ Erebidae.